# Sahar Khalifeh
Sahar Khalifeh (em árabe: سحر خليفة; Nablus, 1941) é uma intelectual e escritora palestina, especializada em Literatura inglesa e americana e em Estudos das mulheres. É conhecida por explorar a realidade social e política palestina e também  a condição das mulheres árabes em seus livros. Uma de suas obras mais conhecidas é o romance Al-Subar, de 1975. Em 1988 criou o Women's Affairs Center, organização que presidiu até 2003.

## Biografia
Khalifeh nasceu em Nablus, Palestina em uma família de classe média. Desejava estudar artes, mas não tinha apoio de sua família, que era muito conservadora e desejava que ela se casasse. Aos 18 anos se casou em uma cerimônia arranjada, e passou a morar em Trípoli, no Líbano. Posteriormente, se descreveria como uma "dona de casa frustrada". Quando refletindo sobre seus anos de casada, afirmou:
Era isso que eu esperava da vida? Cozinhar e lavar pratos e esperar por um marido que acreditava que estava ali para compensar seus erros? Mostrar aos outros que eu era uma boa esposa, abençoada e uma mãe dedicada? Onde estavam minhas habilidades? Onde estava meu propósito?— Sahar Khalifeh, The Iowa Review
Durante os anos de casamento, desenvolveu interesse em literatura, já que não tinha a oportunidade de desenvolver suas habilidades artísticas. Leu livros de psicologia, sociologia, astrologia, e seus primeiros manuscritos (inclusive o seu primeiro publicado) eram escondidos de seu marido embaixo de um colchão.
Após ler a obra O segundo sexo, de Simone de Beauvoir, decidiu que só se divorciaria após obter independência financeira do marido, e por isso começou a juntar dinheiro. Após 13 anos de casamento, aos 31 anos e mãe de duas filhas, se divorciou. Foi da experiência negativa em seu casamento que teve inspiração para lutar pelos direitos das mulheres palestinas. Além disso, acreditava que os livros de feministas europeias diferiam muito da realidade das mulheres no Oriente Médio.
Formou-se em Literatura Inglesa e Americana, no ano de 1977, na Universidade de Birzeit. Em seguida recebeu uma bolsa Fulbright e continuou seus estudos nos Estados Unidos. Ela fez um mestrado em Literatura Inglesa na Universidade da Carolina do Norte em Chapel Hill e um doutorado em Estudos da Mulher pela Universidade de Iowa antes de retornar à Palestina em 1988.

## Ativismo

### Resistência Palestina
Muitos dos livros de Khalifeh retratam a realidade dos palestinos sob a ocupação israelense da Cisjordânia. Em Abbad al-Shams, de 1980, a autora registra os acontecimentos da ocupação e da resistência palestina. Ela também retrata a realidade da escolha entre Sumud, o ato de permanecer na Palestina ocupada e criar formas de resistir à opressão israelense, ou deixar a pátria em busca do sustento da família. Em Bab el-Saha, de 1990, Khalifeh retrata a história da Primeira Intifada, traçando paralelos com a luta feminina contra a opressão.
Os eventos de Al-Mirath, de 1996, acontecem no período após o colapso dos Acordos de Oslo na Palestina ocupada, e o cerco e invasão subsequentes das cidades e vilas da Palestina pertencentes à Autoridade Nacional Palestina (ANP), o massacre sangrento na antiga Nablus e o cerco do Presidente Arafat em Ramallah.

### Marxismo
Palestina e moradora da Cisjordânia, Sahar viveu de perto a ocupação israelense após a Guerra dos Seis dias, em 1967, o que fez com que ela abrisse seus olhos para o problema de classes da sociedade palestina. Khalifeh narra que assistiu agricultores e donos de terra palestinos perderem o acesso às suas terras, e posteriormente serem expulsos de suas cidades pelas forças israelenses. Em Nablus, assistiu à fome, ao cansaço e à sede desses refugiados. Também assistiu a mercadores de ouro extorquirem mulheres palestinas empobrecidas.
Durante seu terceiro ano de graduação, fez uma pausa de oito meses nos estudos, e passou a coletar informações sobre os palestinos que trabalhavam em terras israelenses. Na época, esses trabalhadores tiveram a oportunidade de trabalhar dentro da Linha Verde e, posteriormente, nos assentamentos e fábricas israelenses na Cisjordânia e na Faixa de Gaza. A grande parte desses trabalhadores foi considerada como "traidora" pela sociedade palestina, e por isso Sahar se interessou por eles. Sobre seu trabalho na época, afirma:
Eu li sobre os trabalhadores, sobre as estatísticas e o número de pessoas que vão para um lado e para o outro, e porque o fizeram, e sobre os antecedentes e as crenças dos trabalhadores e qual era a ideologia do proletariado. Comecei então a ler sobre a ideologia do proletariado - o marxismo. Descobri que essa era a solução, essa era a solução para toda a doença que cobre o mundo árabe - a estratificação de classes que o torna tão desequilibrado, tão confuso, os interesses tão conflitantes.— Sahar Khalifeh, The Iowa Review
Foi a partir desse contato direto com os trabalhadores que Khalifeh se tornou marxista, uma vez que antes vivia uma vida "da classe burguesa, na realidade de uma dona de casa, envolvida em [seus] próprios problemas e sonhos".
Desta experiência surgiu seu livro Al-Subar, publicado em 1975. A história segue dois primos que estão experimentando a ocupação israelense da Cisjordânia de maneiras muito diferentes: Usama, que está retornando para a Palestina após ter se juntado a grupos de resistência, e Adil Al-Karmi, um líder comunitário que trabalha em uma fábrica israelense.

### Realidade das mulheres palestinas
Após os eventos da Primeira Intifada, em 1987, Khalifeh se sentiu inspirada pela resistência das mulheres palestinas, e por isso fundou o Women's Affairs Center em Nablus. Rita Giacama, Rema Hammami, Islah Jad e Amal Nashashibi foram algumas das outras mulheres que a ajudaram a desenvolver o projeto. Seu principal objetivo era criar um centro com o objetivo de defender os direitos das mulheres e a igualdade de gênero por meio do desenvolvimento de capacidades, informações e pesquisas inovadoras e programas de defesa. Em 1991 uma filial foi aberta em Gaza e posteriormente uma em Amã, mas esta logo foi fechada.
Em seus livros, a resistência palestina, a opressão pelas forças israelenses e a opressão feminina se misturam. Em Al-Mirath, de 1996, Sahar narra a história de mulheres palestinas que sacrificam muito em suas vidas pelos homens e por seu país, enquanto suas próprias vidas vão sendo perdidas e esquecidas.
Muitas vezes ela enfatiza que apenas o envolvimento de ambos os sexos na luta nacional garantiria o fortalecimento da posição das mulheres, elevando-a e mudando o comportamento e atitude patriarcal da sociedade árabe em relação a elas. Sobre a relação entre a libertação feminina e a liberação nacional, ela afirma:
A luta das mulheres pela libertação não é muito diferente da luta nacional. Um é tão político quanto o outro. A diferença é que a política nacional é glorificada, coroada com um halo. Mas quando se trata da luta feminista e sexual, há desafios, resmungos e acusações arbitrárias que às vezes chegam ao nível da heresia ou mesmo da traição.— Sahar Khalifeh, Literary Hub

## Obras
- Lam na’ud jawārī lakum! (tradução livre: Não somos mais suas escravas!), de 1974.
- Al-Subar (tradução livre: Espinhos Selvagens/Cactos), de 1975.
- Abbad Al-shams (tradução livre: Girassol), de 1980.
- The Woman in Question: in the occupied territories of Palestine (tradução livre: A mulher em questão: no território ocupado da Palestina), de 1982.
- Mudhakkirāt imra’ah ghayr wāqi’īyah (tradução livre: Memórias de uma Mulher irrealista), de 1986.
- Bāb al-sāḥah (tradução livre: A Porta do Pátio), de 1990.
- El Saha (tradução livre: A Arena), de 1991.
- Al Mirath (tradução livre: A Herança), de 1996.
- The Picture, The Icon, The Covenent (tradução livre: A imagem, o ícone, o pacto), de 2002.
- Hot Spring (tradução livre: Primavera quente), de 2004.
- Roots and Branches (tradução livre: Raízes e ramos), de 2009.
- Of Noble Origins: A Palestinian Novel (tradução livre: De origens nobres: um romance palestino), de 2012.
- Ard Wa Samaa (tradução livre: Terra e Céu), de 2014.
- Hobbi el Awal (tradução livre: Meu primeiro amor), de 2014.

## Prêmios
- 1984: Prêmio da Paz da Women of Color Association[3]
- 2006: Medalha Naguib Mahfouz de Literatura por A Imagem, o Ícone e o Pacto[8]
- 2013: Prêmio Mohamed Zafzaf, Marrocos[9]